# Equal Vision Records
Equal Vision Records ist ein US-amerikanisches Independent-Label aus New York City, welches Anfang 1990 von Ray Cappo gegründet wurde, um auf diesem Musik von Bands des Krishna-Glaubens zu veröffentlichen. Nach dem Verkauf an Steve Reddy hat das Musiklabel überwiegend Bands aus dem Hardcore-Punk- und Alternative-Rock-Bereich unter Vertrag.

## Geschichte
Anfang 1990 gründete Ray Cappo in Albany das Musiklabel mit dem Namen Equal Vision Records, um darüber seine neugegründete Band Shelter zu vertreiben, nachdem sich kurz zuvor seine frühere Band Youth of Today aufgelöst hatte. Ziel des Labels war es, Musik von Bands aus dem Hardcore Punk mit Verbindung zum Krishna-Glauben zu fördern, da sich Ray Cappo in den Jahren zuvor zur Hare-Krishna-Bewegung hingezogen fühlte und nach den Regeln des Bhagavad Gita lebte. Mit der Single No Compromise erschien noch im selben Jahr die erste Veröffentlichung von Shelter über Cappos eigenes Label, in der Folge nahm das Label weitere Bands, wie die von Vic DiCara, einem ehemaligen Mitglied von Shelter, gegründete Band 108, unter Vertrag. Diese Bands prägten einen neuen Musikstil, der unter dem Begriff Krishna-core zusammengefasst wurde. Im Jahre 1992 verkaufte Ray Cappo das Label an seinen Manager Steve Reddy, welcher ebenfalls Anhänger der Krishna-Bewegung war, woraufhin der Sitz des Labels nach New York City verlegt wurde. Nachdem sich Reddy vorerst vorgenommen hatte ebenfalls nur Bands aus der Krishna-Bewegung unter Vertrag zu nehmen, veröffentlichte er auch Platten von Bands außerhalb der Bewegung wie Converge, Bane oder Saves the Day.
Im Juli 2009 gründete das Label gemeinsam mit dem Musiker Gaura Vani und dem Filmproduzenten Rasa Acharya das Sublabel Mantrology, auf welchem sie ausschließlich Bands aus der Krishna-Bewegung vertreiben und mit welchem das Label wieder zurück zu seinen Wurzeln kam. Im Januar 2012 wechselte das Label wieder zurück zu dem zum Sony Music Entertainment gehörenden Vertrieb Red Distribution, nachdem es zuvor lange Zeit bei dem zur Warner Music Group gehörenden Vertrieb Alternative Distribution Alliance unter Vertrag stand. Einen Monat später gründete Max Bemis, Sänger der Band Say Anything, unter Equal Vision sein eigenes Label mit dem Namen Rory Records, mit dessen Gründung die Band Tallheart unter Vertrag genommen wurde. Im Juni 2012 gründete der Musiker Casey Crescenzo, welcher mit seinem Solo-Projekt The Dear Hunter bei Equal Vision unter Vertrag steht, ebenfalls sein eigenes Sublabel, welches den Namen Cave & Canary Goods trägt.

## Bands (Auswahl)

### Aktuell
- Bane
- Eisley
- Gideon
- Glass Cloud
- Hail the Sun
- I the Mighty
- Saves the Day
- Say Anything
- Texas in July
- The Juliana Theory
- We Came as Romans

### Ehemalige
- 108
- Alexisonfire
- Armor for Sleep
- Being as an Ocean
- Boysetsfire
- Chiodos
- Circa Survive
- Coheed and Cambria
- Converge
- Drowningman
- Earth Crisis
- The Fall of Troy
- Fear Before
- Give Up the Ghost
- Good Clean Fun
- H2O
- Hot Cross
- Isles & Glaciers
- Pierce the Veil
- Portugal. The Man
- The Prize Fighter Inferno
- Refused
- Set it Off
- Shelter
- Sick of It All
- Snapcase